# Kamille (wrestlerka)
Kailey Dawn Farmer (ur. 2 lipca 1993 w Durham) – amerykańska wrestlerka, rywalizująca pod pseudonimem ringowym Kamille. W 2024 roku podpisała kontrakt zawodniczy z All Elite Wrestling (AEW). Wcześniej występowała w National Wrestling Alliance (NWA), gdzie jednokrotnie zdobyła NWA World Women’s Championship.

## Kariera wrestlerki

### Początki kariery i scena niezależna (2017—2019)
W szkole średniej i college’u Farmer uprawiała softball, a po zakończeniu studiów występowała w lidze futbolu amerykańskiego w bieliźnie – Lingerie Football League. 
Planując rozpoczęcie kariery wrestlerki, zgłosiła się w 2016 do WWE Performance Center. Szkoliła się tam pod okiem D-Vona Dudleya. Nie otrzymała kontraktu na występy w NXT, wobec czego zaczęła występować na scenie niezależnej.
Zawodniczka zadebiutowała 19 maja 2017 w federacji Platinum Pro Wrestling. Tego dnia wygrała siedmioosobowy Battle Royal, zostając pierwszą posiadaczką Diamonds Division Starlight Championship. Tytuł mistrzowski stał się zarzewiem jej konfliktu z Dynamite Didi. Utraciła go na rzecz rywalki 17 marca 2018 po 302 dniach panowania w Three Way matchu; trzecią uczestniczką pojedynku była Amber Nova. Rywalizowała również w kilkunastu innych federacjach niezależnych.

## Mistrzostwa i osiągnięcia
- National Wrestling Alliance
  - NWA World Women’s Championship (1x)
- Platinum Pro Wrestling
  - Diamonds Division Starlight Championship (1x)